# Modicogryllus siamensis
Modicogryllus siamensis är en insektsart som beskrevs av Lucien Chopard 1961. Modicogryllus siamensis ingår i släktet Modicogryllus och familjen syrsor. Inga underarter finns listade i Catalogue of Life.